# Чеп који не пропушта воду
Чеп који не пропушта воду је југословенска драма из 1971. године. Режирао ју је Александар Ђорђевић, а сценарио је писао Бранко Рељић.